# La vuelta al mundo (Argentina)
La vuelta al mundo fue un Docu-Reality de televisión de Argentina, presentado por Isabel Macedo y Felipe Colombo en El Trece. Se trata de un ciclo de viajes donde Macedo y Colombo conocen trece países, donde deberán adaptarse a sus diversas culturas y subsistir para seguir adelante con el viaje. Empezó a emitirse los días miércoles a 22:30 y los jueves a las 23.00.

## Acerca de “La vuelta al mundo”
La vuelta al mundo, es un Reality Travel Show en el que Isabel Macedo y Felipe Colombo, quienes a lo largo de sus carreras actorales forjaron una sólida amistad, cumplen el sueño de dar la vuelta al mundo completa acompañados por cámaras HD que registrarán cada segundo de su apasionado viaje.
Durante el programa, Macedo y Colombo conocerán trece países: Italia, Alemania, Holanda, República Checa, Australia, Nueva Zelandia, Malasia, Tailandia, China, Guatemala, México, Marruecos e Inglaterra. Pero, además de vivir las más increíbles experiencias en cada uno de estos lugares, la dupla se enfrentá a diferentes problemas, por ejemplo cómo adaptarse a diversas culturas, la convivencia entre ellos y, por supuesto, cómo subsistir para seguir adelante con el viaje.

## Producción
Las cámaras del programa acompañaron a la dupla de actores a lo largo de un recorrido que incluyó trece países. La realización totalmente en HD estuvo a cargo de El Trece y la productora “3 de Febrero” de los hermanos Valenzuela. A lo largo de cada episodio se puede apreciar un particular tratamiento que combina la estética del documental y la esencia del reality.

## Viajes
| Fecha de emisión      | Lugar           | Lugar            |
| Fecha de emisión      | País            | Ciudad           |
| --------------------- | --------------- | ---------------- |
| 5 de enero de 2012    | República Checa | Praga            |
| 5 de enero de 2012    | Holanda         | Ámsterdam        |
| 6 de enero de 2012    | México          | Ciudad de México |
| 12 de enero de 2012   | Malasia         | Kuala Lumpur     |
| 19 de enero de 2012   | Nueva Zelanda   | Auckland         |
| 3 de febrero de 2012  | Marruecos       | Marrakech        |
| 10 de febrero de 2012 | Inglaterra      | Londres          |
| 15 de febrero de 2012 | Italia          | Roma Pisa Milán  |
| 22 de febrero de 2012 | China           | Hong Kong        |
| 29 de febrero de 2012 | Alemania        | Berlín           |
| 7 de marzo de 2012    | Guatemala       | Sololá           |
| 14 de marzo de 2012   | Australia       | Melbourne        |
| 21 de marzo de 2012   | Tailandia       | Bangkok          |

## Audiencia
| Día       | Fecha     | Instancia                              | Horario (UTC-3) | Índice de audiencia | Superó a la Competencia | Resultado (IBOPE)                                 | Fuente |
| --------- | --------- | -------------------------------------- | --------------- | ------------------- | ----------------------- | ------------------------------------------------- | ------ |
| Jueves    | 5/1/2012  | 1.er viaje - República Checa - Holanda | 22:30           | 9.8                 | No                      | Sexto                                             | [ 4 ]  |
| Viernes   | 6/1/2012  | 2.º viaje - México                     | 23:15           | 7.9                 | No                      | Octavo                                            | [ 5 ]  |
| Jueves    | 12/1/2012 | 3.er viaje - Malasia                   | 23:20           | 9.1                 | No                      | Duodécimo                                         | [ 6 ]  |
| Jueves    | 19/1/2012 | 4.º viaje - Nueva Zelanda              | 23:25           | 7.1                 | No                      | Decimotercero                                     | [ 7 ]  |
| Viernes   | 3/2/2012  | 5.º viaje - Marruecos                  | 23:45           | 6.9                 | No                      | Decimoquinto                                      | [ 8 ]  |
| Viernes   | 10/2/2012 | 6.º viaje - Inglaterra                 | 23:30           | 8.1                 | No                      | Décimo                                            | [ 9 ]  |
| Miércoles | 15/2/2012 | 7.º viaje - Italia                     | 23:30           | 7.8                 | No                      | Decimoprimero                                     | [ 10 ] |
| Miércoles | 22/2/2012 | 8.º viaje - China                      | 0:00            | 7.2                 | No                      | Decimoquinto                                      | [ 11 ] |
| Miércoles | 29/2/2012 | 9.º viaje - Alemania                   | 0:00            | 7.7                 | No                      | Decimosexto (compartido con Los Simpson)          | [ 12 ] |
| Miércoles | 7/3/2012  | 10.º viaje - Guatemala                 | 0:00            | 7.9                 | No                      | Decimosexto (compartido con Diario de Medianoche) | [ 13 ] |
| Miércoles | 14/3/2012 | 11.er viaje - Australia                | 23:50           | 5.9                 | No                      | Vigésimo                                          | [ 14 ] |
| Miércoles | 21/3/2012 | 12.do viaje - Tailandia                | 23:45           | 7.3                 | No                      | Vigésimo                                          | [ 15 ] |

     Emisión más vista.

     Emisión menos vista.

## Capítulos
| Capítulo | Sinopsis |
| -------- | --- |
| Cap. 1   | El primer destino era Polonia pero en el medio, Isabel y Felipe sufrieron algunos accidentes que terminaron retrasándolos. No tenían lugar dónde dormir, no tenían qué comer, no tenían dinero, pero tuvieron la suerte de encontrarse en una plaza con un argentino que vivía en la República Checa y que los invitó a actuar en una película 3D. Ellos aceptaron la propuesta y fueron al instante para poder ganar algo de dinero. La reacción de los chicos cuando vieron que el filme era porno y que la directora la quería a Isabel como protagonista fue muy divertida. La vuelta al mundo comenzó con un viaje muy accidentado en el que Felipe e Isabel fueron atravesando cada una de las crisis. Pero no hay dudas de que uno de los momentos más divertidos del primer envío fue cuando Isabel encontró a Felipe totalmente desnudo en el baño. |
| Cap. 2   | Felipe estaba muy entusiasmado porque La vuelta al mundo lo llevaba al país en el que nació y porque iba a visitar a sus padres. Pero cuando llegó a su casa se encontró con una poco grata sorpresa: tenía a un mariachi viviendo en su casa, más precisamente en su cuarto. Felipe se encontró con un intruso durmiendo en su cuarto y esto lo puso de muy mal humor. Después se fueron todos, incluidos su mamá y su nuevo “hermano”, a ver unas peleas tradicionales de México. Isabel Macedo disfrutó muchísimo lo que le pasaba a su amigo. |
| Cap. 3   | Isabel y Felipe viajaron a Malasia para convertirse en los protagonistas de una de las más insólitas costumbres milenarias. En la ciudad de Melaca llevan a cabo unos masajes extraordinarios y, después de tanto viaje, la propuesta les resulta más que tentadora. Lo que la dupla desconoce es que los masajistas no son malayos sino elefantes. Estos enormes animales son expertos en el arte del relax y así lo avalan más de mil años de antigüedad. Aunque claro, para Isabel y Felipe permitir que un elefante de más de 500 kilos se suba sobra sus espaldas fue una decisión más que arriesgada. |
| Cap. 4   | Isabel y Felipe viajaron a Nueva Zelanda en donde aprendieron el famoso "Haka". El haka es una danza de guerra que utilizaban los maoríes para desanimar al enemigo y que actualmente es un ritual que realizan los All Blacks en cada partido. Además, los chicos visitaron la ciudad de Auckland, una de las más pobladas y la capital económica de Nueva Zelanda. Allí se tiraron desde una torre y realizaron en un salto que dura 11 segundos. Un dato, la persona más adulta que se tiró tenía 92 años. |
| Cap. 5   | Isabel y Felipe llegaron a Marruecos, el sexto país de su recorrido. Los chicos eligieron este destino por varios motivos, primero para internarse en la plaza de la muerte tratando de adiestrar cobras venenosas; en segundo lugar, para teñir los cueros en las piletas de Marruecos; en tercer término para comer ojos de cabra mientras se pierden en el mercado más inquietante; y en cuarto lugar porque Felipe recibió la oferta por parte de un sultán que pretende canjear a Isabel por camellos. |
| Cap. 6   | Isabel y Felipe siguen adelante con su proyecto de dar la vuelta al mundo y, en esta oportunidad, seremos testigos de su paso por una de las ciudades más importantes del mundo: Londres. Luego de recorrer el lugar y conocer a varios personajes interesantes, quienes los guían durante su estadía, la dupla se infiltra en un recital de rock y allí es donde se les ocurre formar parte de una banda inglesa y tocar en vivo sin ensayo previo. Felipe tenía el sueño de cantar en una banda de rock y le pidió a Isabel que lo acompañara a un ensayo, pero allí pasó algo inesperado: la morocha se hizo amiga de uno de los miembros de la banda y salió a conocer Londres con él. Los celos de Felipe estallaron y comenzó a seguirlos por toda la ciudad. Cuando la actriz subió al escenario para cantar con el famoso grupo, invitó al actor a que se sume a ellos. |
| Cap. 7   | Los chicos llegaron a Italia para poder viajar de punta a punta en auto, desde Roma a Milán para descubrir un pueblo de treinta casas y para casarse de la Torre de Pisa. Por una confusión, todos creyeron que Felipe e Isabel están recién casados. Esto surgió cuando fueron a buscar el auto que habían alquilado que decía "recién casados". A 150 kilómetros de Roma, conocen a Franco, anfitrión en Civita que les organizó una visita a la casa de la modista para que Isabel se saque una foto vestida de novia. Isabel y Felipe llegaron a un pueblo llamado "La ciudad que muere" porque se está desmorondando. Llegaron hasta un pueblo que tiene apenas 30 casas y está ubicado en la punta de un cerro. En 2006 fue incluido entre los 100 sitios amenazados del mundo. Franco, el anfitrión en Civita les organizó una visita al médico del pueblo para comprobar la fertilidad de Isabel para luego darle un diagnóstico para poder programar su familia. Felipe describió la situación como muy bizarra.                                                             |
| Cap. 8   | Isabel y Felipe cumplen el sueño de dar la vuelta al mundo acompañados por cámaras que registran cada segundo de su apasionado viaje. En esta entrega, la dupla viajó a la ciudad de Hong Kong y nos mostraron todos los detalles de este exótico lugar. |
| Cap. 9   | En esta entrega, la dupla viajó a Alemania. En primer lugar, para vivir una de las noches más espeluznantes. En segundo, para conocer los secretos del Berlín oculto tras el muro. Y en tercer término, para intentar vivir en el edificio tomado más famoso del mundo. |
| Cap. 10  | Isabel y Felipe llegaron a un nuevo y apasionante destino: Guatemala. Allí, en el corazón de la cultura Maya, Isabel y Felipe se sumergirán en una emocionante aventura para conocer a Maximón, un popular dios pagano, personificado con una estatua de madera, que permanece oculto en un asentamiento ubicado al borde del lago de Atitlán. Pero, además, Guatemala tiene reservada para Isabel una gran sorpresa: un hombre, que afirma ser el primer amor de la actriz, se presenta para reconquistarla. Para llegar hasta el lugar, Isabel y Felipe navegaron en balsa y luego, fueron guiados al interior de la aldea donde los recibieron los chamanes vigías de la imagen sagrada. Además, según cuenta la leyenda, a pesar de ser de madera, la estatua de Maximón fuma puros y toma bebidas alcohólicas. |
| Cap. 11  | Isabel y Felipe llegaron a Australia. Felipe confesó que llegó a Melbourne deprimido. Ante esto, Isabel decidió llevarlo a ver a un psicólogo y allí detectaron que sufría el "Mal de magallanes" un problema psicológico que aparece después de haber viajado mucho tiempo. La psicóloga le sugirió a Isabel que para ayudar a Felipe a superar el "Mal de Magallanes" que lo lleve a hacer cosas extremos que lo movilicen como por ejemplo ir a nadar con tiburones blancos. Para eso, la dupla se trasladó hasta el acuario de Melbourne que está ubicado en el delta del Río Yarra. Después se fueron a comer a un restaurant colonial llamadoTramcar que funciona en un tranvía. Por otra parte, Felipe Colombo e Isabel Macedo llegaron a Eureka.Allí descubrieron que es una de las torres más altas de la ciudad de Melbourne: Eureka Tower tiene 297 metros de altura y 91 pisos. Allí se encontraron con el capitán América, uno de los personajes que los acompañó a recorrer la torre. Después los chicos, se fueron en una limousine, a recorrer la noche de Melbourne. |
| Cap. 12  | En este último envío de La vuelta al mundo, Felipe e Isabel llegaron a Tailandia. Allí y después de 70 días de viaje y de vivir un sinfín de aventuras y experiencias insólitas, verán cumplido el sueño de dar la vuelta al mundo. En esta recorrida Isabel tenía que elegir un lugar para que vaya Felipe en la última etapa del viaje: Tailandia. La actriz no eligió cualquier sitio, porque la elección terminó derivando nada más ni nada menos que al Templo de los Penes. La visita a este templo fue muy fuerte para Felipe, pero el actor tuvo su revancha: llevó a Isabel a un baño de hombres e hizo que la actriz salga y espíe las partes íntimas de los hombres que estaban haciendo sus necesidades. |